# Varicorbula operculata
Varicorbula operculata är en musselart som först beskrevs av Philippi 1848.  Varicorbula operculata ingår i släktet Varicorbula och familjen korgmusslor. Inga underarter finns listade i Catalogue of Life.